# Drepanostachyum
Drepanostachyum és un gènere de bambús de la família de les poàcies, ordre de les poals, subclasse de les commelínides, classe de les liliòpsides, divisió dels magnoliofitins.

## Taxonomia
- Drepanostachyum falcatum - bambú blau, bambú de l'Himàlaia, bambú blau del Nepal.